# 1539 Борреллі
1539 Борреллі (1539 Borrelly) — астероїд головного поясу, відкритий 29 жовтня 1940 року.
Тіссеранів параметр щодо Юпітера — 3,181.